# Yukra
«Yukra» (укр. Ю́кра) - український інді-рок гурт з Києва, заснований у 2016 році. Звучання групи поєднує в собі інді рок, альтернативну музику та поп рок.

## Історія
Музиканти познайомились в 2016 році й почали разом «джемити», паралельно шукаючи учасників та свій власний саунд, на той час роль бас гітариста виконував Тарас Кітан, після нього, до гурту приєднався інший басист — Дмитро «Pony».
Колектив зазнавав зміни у складі, в травні 2017 приходить Пожиленко Ярослав, а на кінець 2018 року, квартет був остаточно сформований: вокал/лірика/музика — Юрій Краснолюдек; гітара/синтезатор/design — Антон Грідін; бас гітарист — Пожиленко Ярослав; на ударних — Анісович Роман.
В 2017 вийшов перший сингл команди — «Mama Jew». Надалі, протягом 2017—2018 років виходили окремо композиції — «150», «Не мовчи», «Выходи тебе пора» та «Зоя».
Композиція «Зоя» знаходиться в ротації багатьох українських радіостанцій.
1 березня 2019 група розпочала роботу над своїм дебютником в студії Lipkyzvukozapys, зведення та запис робив Сергій Заболотний.
В жовтні 2019, вийшов перший міні альбом — «В біса Lady [Архівовано 11 квітня 2022 у Wayback Machine.]». EP було доповнено відеокліпами.
На початку 2020 новим бас гітаристом стає Дорофеев Олег. 
В кінці 2021 вийшов другий EP - "Легкозаймиста".
Піснею "Не Мовчи [Архівовано 13 червня 2021 у Wayback Machine.]" гурт долучився до акції "Так працює пам'ять", присвяченої пам'яті Данила Дідіка і всім, хто віддав життя за незалежність України.

## Учасники колективу
- Юрій Краснолюдек — вокал, лірика, гітара
- Анісович Роман — ударні

## Дискографія

### Міні альбоми
- В біса Lady (EP) - 2019
- Легкозаймиста (EP) - 2021

### Сингли та окремо видані пісні
- «Mama Jew» - (2016)
- «150» - (2016)
- «Не мовчи» - (2017)
- «Зоя» - (2017)
- "На подолі [Архівовано 11 квітня 2022 у Wayback Machine.]" - (2021)
- "Ракета [Архівовано 11 квітня 2022 у Wayback Machine.]" - (2021)
- "Моя Каліфорнія" - (2021)
- "Легкозаймиста [Архівовано 11 квітня 2022 у Wayback Machine.]" - (2021)

### Кліпи
| Рік  | Назва                                             | Режисер          | Альбом        |
| ---- | ------------------------------------------------- | ---------------- | ------------- |
| 2019 | В біса леді                                       | Броварний Юрій   | В біса Lady   |
| 2019 | 23 [Архівовано 11 квітня 2022 у Wayback Machine.] | Шпак Володимир   | В біса Lady   |
| 2021 | На подолі                                         | Yukra            | Легкозаймиста |
| 2021 | Ракета                                            | Юрій Краснолюдек | Легкозаймиста |